# Криль Антон Юрійович
Анто́н Ю́рійович Кри́ль (1999—2022) — сержант ОЗСП «Азов» Національної гвардії України, учасник російсько-української війни, що загинув у ході російського вторгнення в Україну в 2022 році.

## Життєпис
Народився 19 серпня 1999 в селі Лебединське Маріупольського району. Дитинство пройшло в рідному селі, де він закінчив загальноосвітню школу.
Потім навчався в Маріупольському професійному ліцеї № 52, де здобув необхідні знання та навички. Закінчивши його, долучився до Окремого загону спеціального призначення «Азов». З 2018 по 2022 рік брав активну участь у бойових діях у складі підрозділу «Азов». У 2019 році виїжджав на бойове завдання на Світлодарську дугу у складі ОЗСпП «Азов» та воював там. У 2021 році — на Маріупольському напрямку в УСКБ (снайперська й контрснайперська боротьба). З початку повномасштабного вторгнення Антон і далі виконував бойові завдання.
Загинув 14 травня 2022 року в м. Маріуполь, під час оборони «Азовсталі».
Його тіло кремували, а прах спочиває на Лук'янівському кладовищі в Києві, в Колумбарії на Алеї Слави.